# Maria Fortunata d'Este
Maria Fortunata d'Este (Módena, 24 de novembro de 1731 - Veneza, 21 de setembro de 1803), foi uma Princesa Módena de nascimento e uma Princesa de sangue pelo casamento. Por seu casamento com Luís Francisco José, Príncipe de Conti, seu primo em primeiro grau, ela se tornou a Condessa de La Marche e mais tarde a Princesa de Conti; e foi membra da corte francesa do rei Luís XV e do rei Luís XVI. Ela foi a última Princesa de Conti e morreu sem descendência.

## História
Nasceu no Palácio Ducal de Módena, a quarta filha e oitava filha de Francisco III de Módena e de sua jovem esposa Carlota Aglaé de Orleães (neta de Luís XIV da França e Madame de Montespan). Sua irmã mais velha, Maria Teresa Felicidade, era sua irmã mais velha sobrevivente, seguida por seu irmão, o futuro Hércules III de Módena. O resto de seus irmãos morreriam solteiros.
Maria Fortunata era conhecida por ter sido muito piedosa e, ao mesmo tempo, bastante tímida, mas encantadora. Sua mãe se separou de seu pai na década de 1740 depois que um caso com o duque de Richelieu foi descoberto na corte de Módena. Exilada na França, Carlota Aglaé ainda conseguiu ajudar a organizar os casamentos de duas de suas filhas. A mais velha, Maria Teresa Felicidade, casou-se com seu primo em segundo grau, Luís João Maria de Bourbon, Duque de Penthièvre, o homem mais rico da França e o futuro em leis de Luís Filipe II, Duque de Orleães. Maria Fortunata também se casou com um primo, Luís Francisco José, Príncipe de Conti, o herdeiro do Príncipe de Conti.

## Casamento
Como herdeira de seu pai, seu marido era conhecido pelo título de cortesia do Conde de La Marche na corte. O contrato de casamento foi assinado em Milão em 3 de janeiro de 1759 pelo embaixador francês na corte de Turim. Um casamento por procuração ocorreu em Milão em 7 de fevereiro do mesmo ano. Foi celebrado pessoalmente no dia 27 de fevereiro em Nangis-en-Brie, na França. O pai de Maria Fortunata estabeleceu-lhe um dote de um milhão de libras. Além disso, ao chegar a França, o marido recebeu um presente de 150.000 libras do rei Luís XV. A jovem condessa de La Marche foi apresentada ao rei, a rainha e o resto da família real em 5 de março de 1759 pela Princesa viúva de Conti, seus maridos viúvos, bem como sua prima em primeiro grau. O casal não se dava bem e nunca teve filhos. Muitos na corte disseram que esse estado de coisas se deve à influência da amante de seu marido, Marie Anne Véronèse, conhecida como Mademoiselle Coraline. Véronèse foi bailarina em um teatro italiano. Luís Francisco e sua amante tiveram dois filhos ilegítimos juntos, nascidos em 1761 e 1767. Em 1768, Maria Fortunata foi convidada a apresentar sua sobrinha Luísa Maria Adelaide de Bourbon ao rei e ao tribunal. Sua sobrinha acabaria se casando com o futuro Luís Filipe I de França, em abril de 1769.
Em 1770, ocorreu o casamento do Delfim da França, o futuro Luís XVI e a arquiduquesa Maria Antônia da Áustria. Maria Fortunata, como era conhecida na França, e seu marido eram um dos doze casais convidados a jantar com os recém-casados na Ópera do Palácio de Versalhes, que haviam sido construídos para o casamento real.

## Princesa de Conti

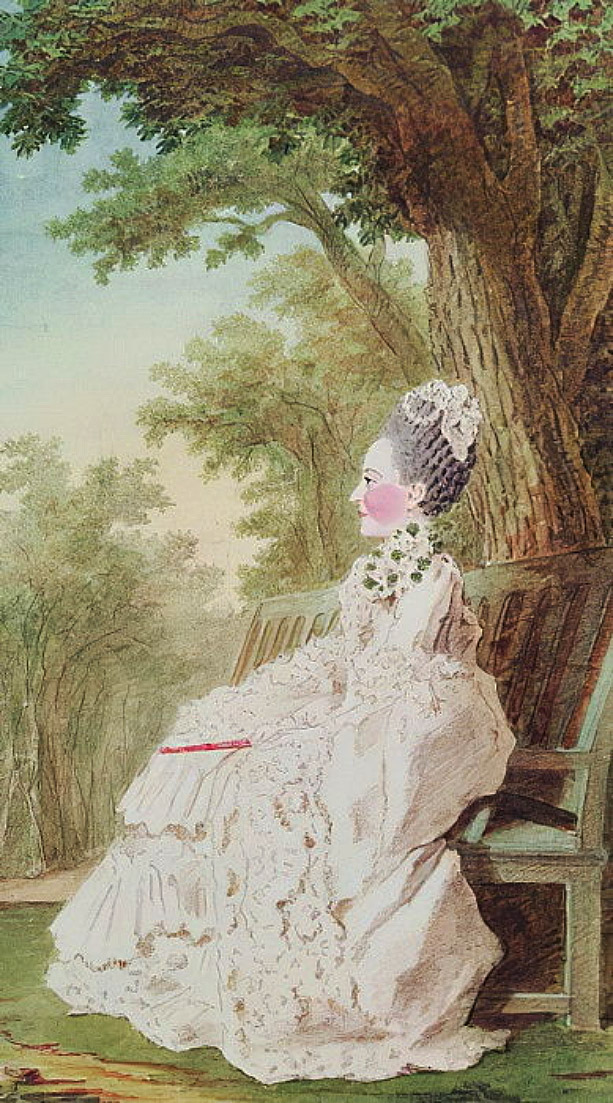
Maria Fortunata em 1768, por Carmontelle.

Em 1776, o sogro de Maria Fortunata morreu, tornando seu marido o chefe da Casa de Conti. Piedosa, discreta e muito culta, Maria Fortunata não estava destinada a fazer parte do círculo íntimo da nova rainha em Versalhes. Mantinha boas relações com o cunhado, Luís João Maria de Bourbon, Duque de Penthièvre, que perdeu a esposa em 1754. Também se dava bem com as duas sobrinhas, as princesas de Maria Luísa de Saboia-Carignano e Luísa Maria Adelaide de Bourbon.
Enquanto na corte francesa, em 1784, ela conheceu Gustavo III da Suécia, estilizado incógnito como o Conde de Haga, que era hóspede do Hotel de Toulouse e mais tarde conheceu o príncipe Henrique da Prússia, irmão de Frederico II da Prússia. Ela também conheceu sua sobrinha Maria Beatriz d'Este e seu marido o arquiduque Fernando, Duque de Brisgóvia em 1786. O último casal foi denominado como o Conde e a Condessa de Nettemburgo. Fernando era filho da imperatriz Maria Teresa da Áustria.

### Exílio
O casal Conti separou-se oficialmente em 1777, embora tivessem vivido separados desde 1775. Em 1780, Maria Fortunata adquiriu o Château de Triel, um lugar que se tornaria seu refúgio favorito. Durante a crise de 1789, quando o Estado-geral foi chamado em Versalhes, Maria Fortunata apoiou a família real e até participou de uma marcha para a Igreja de Saint Louis. Mais tarde, ela escapou da França revolucionária sob o nome de condessa de Triel. Depois de se refugiar em Bruxelas, Maria Fortunata acabou por se instalar em Chambéry, depois parte do Reino da Sardenha. Em 1791, ela se mudou, desta vez para Friburgo, que era uma pequena aldeia na Suíça conhecida por seu grande assentamento de emigrados. A cidade também tinha fortes laços religiosos, outra atração para a princesa piedosa.
Em 1794, ela deixou sua sobrinha-neta Adelaide de Orleães ficar com ela depois de fugir da França. A mãe de Adelaide, Luísa Maria Adelaide de Bourbon, estava presa no Palácio de Luxemburgo, em Paris. As idosas Maria Fortunata e Adelaide de Orleães instalaram um novo lar na Baviera. Durante a primavera de 1800, o casal e sua família foram obrigados a fugir novamente para a Hungria para evitar as hostilidades de Napoleão Bonaparte. Foi na Hungria que ela recebeu outra visita de sua sobrinha, Maria Beatriz. A princesa era a herdeira do irmão mais velho de Maria Fortunata, que havia perdido o Ducado de Módena e Régio em 1796 como resultado da criação napoleônica do República Cispadana.

### Falecimento
Em 1801 viu a reunião de Adelaide de Orleães e sua mãe, a agora viúva duquesa de Orleães, em Barcelona, após sua libertação da prisão e exílio da França. Mais tarde, Maria Fortunata decidiu se retirar para o Convento da Visitação em Veneza. Ela se mudou para o convento em 19 de outubro com três de suas empregadas domésticas e sua fiel amiga, a Condessa des Roches, que acompanhou a princesa durante todo o seu exílio na Europa. Vítima de pleurisia, a princesa morreu em 21 de setembro de 1803, aos setenta e um anos de idade. Ela foi enterrada na capela do convento. Seu irmão, Hércules III de Módena, e sua irmã, Matilde d'Este, também estão enterrados lá. O marido de Maria Fortunata morreu em 1814.